# National Trust

Hinweisschild auf den National-Trust-Naturschutzpark in Windermere (Cumbria)

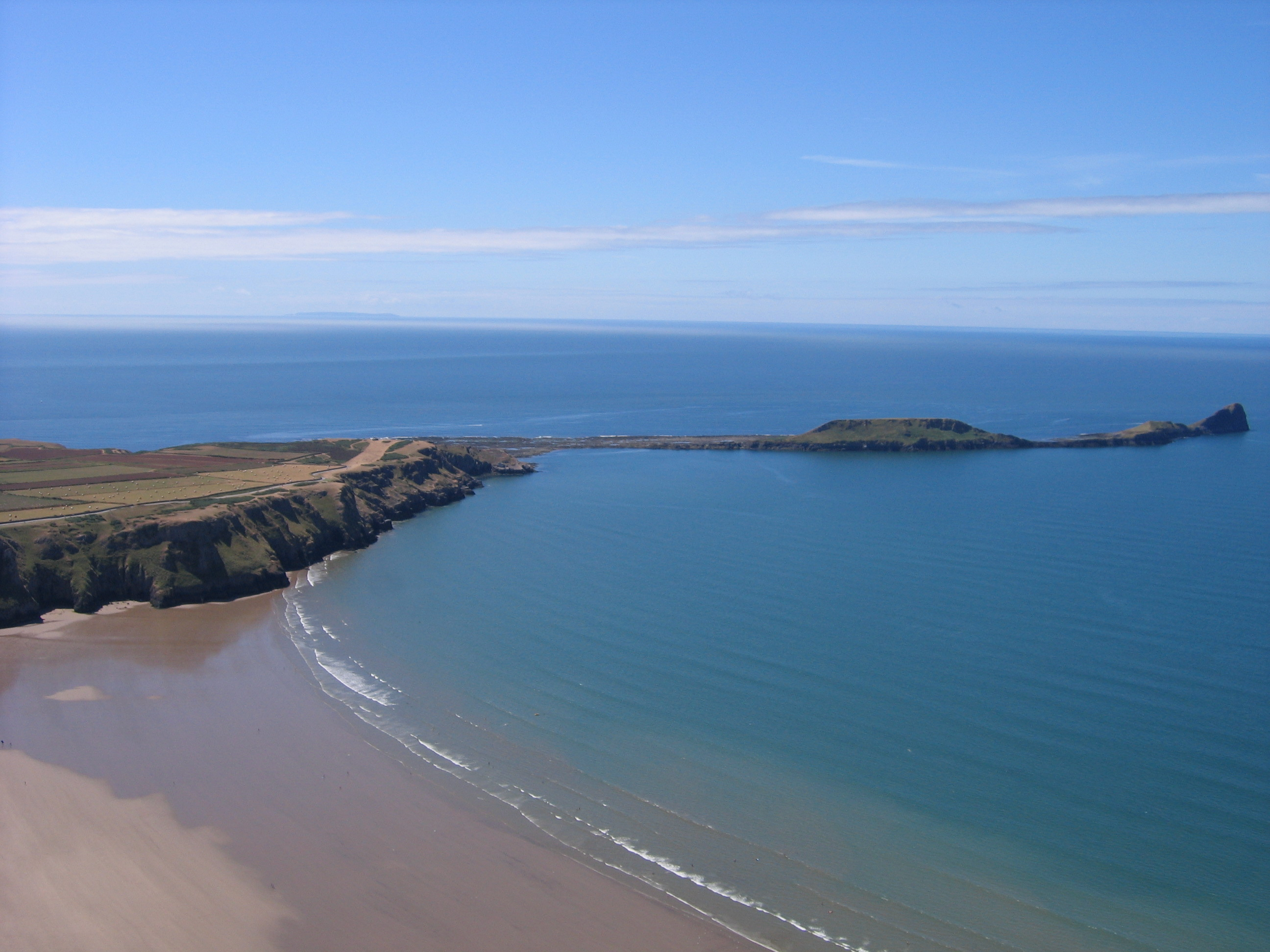
Klippen bei Rhossili

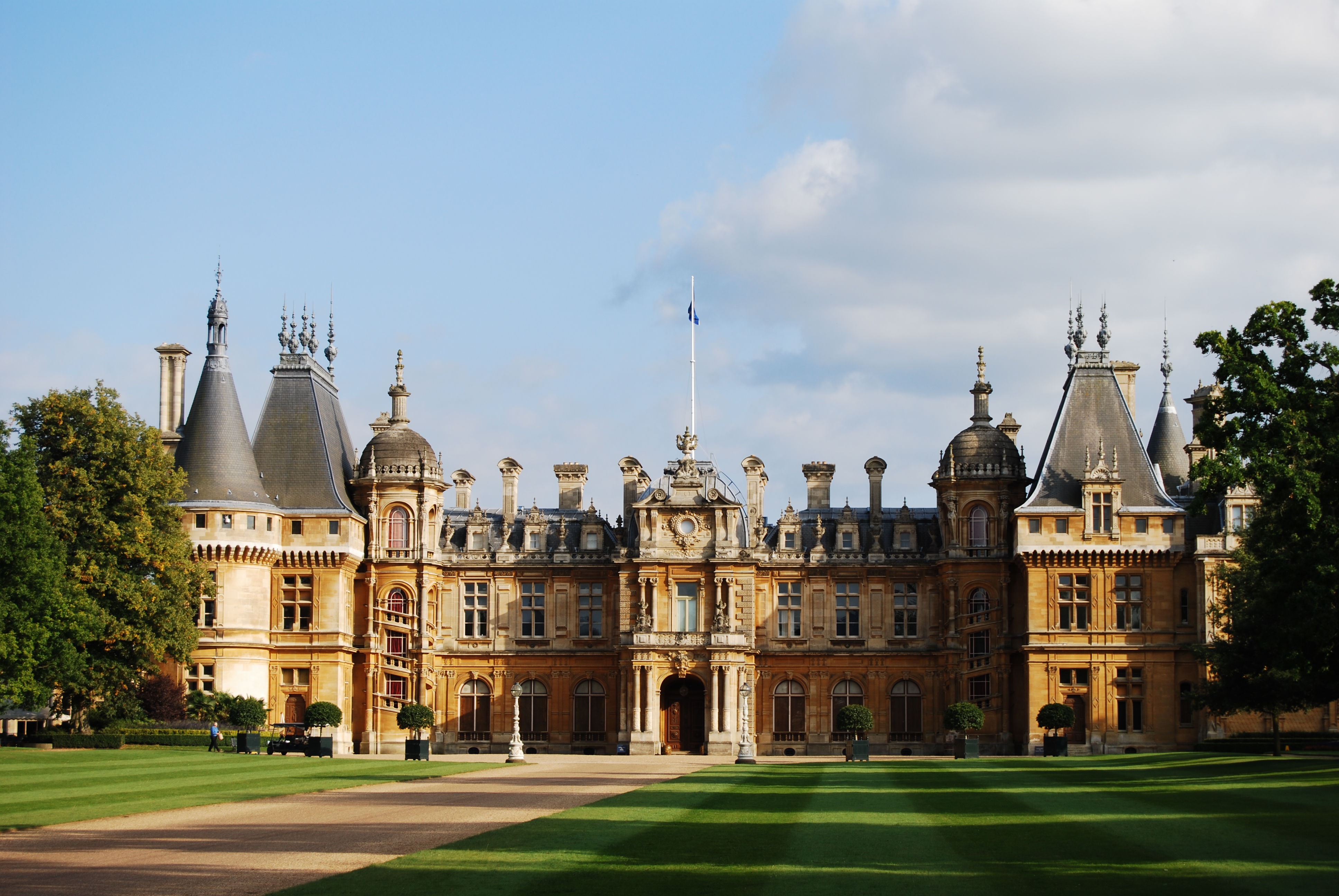
Waddesdon Manor in Buckinghamshire

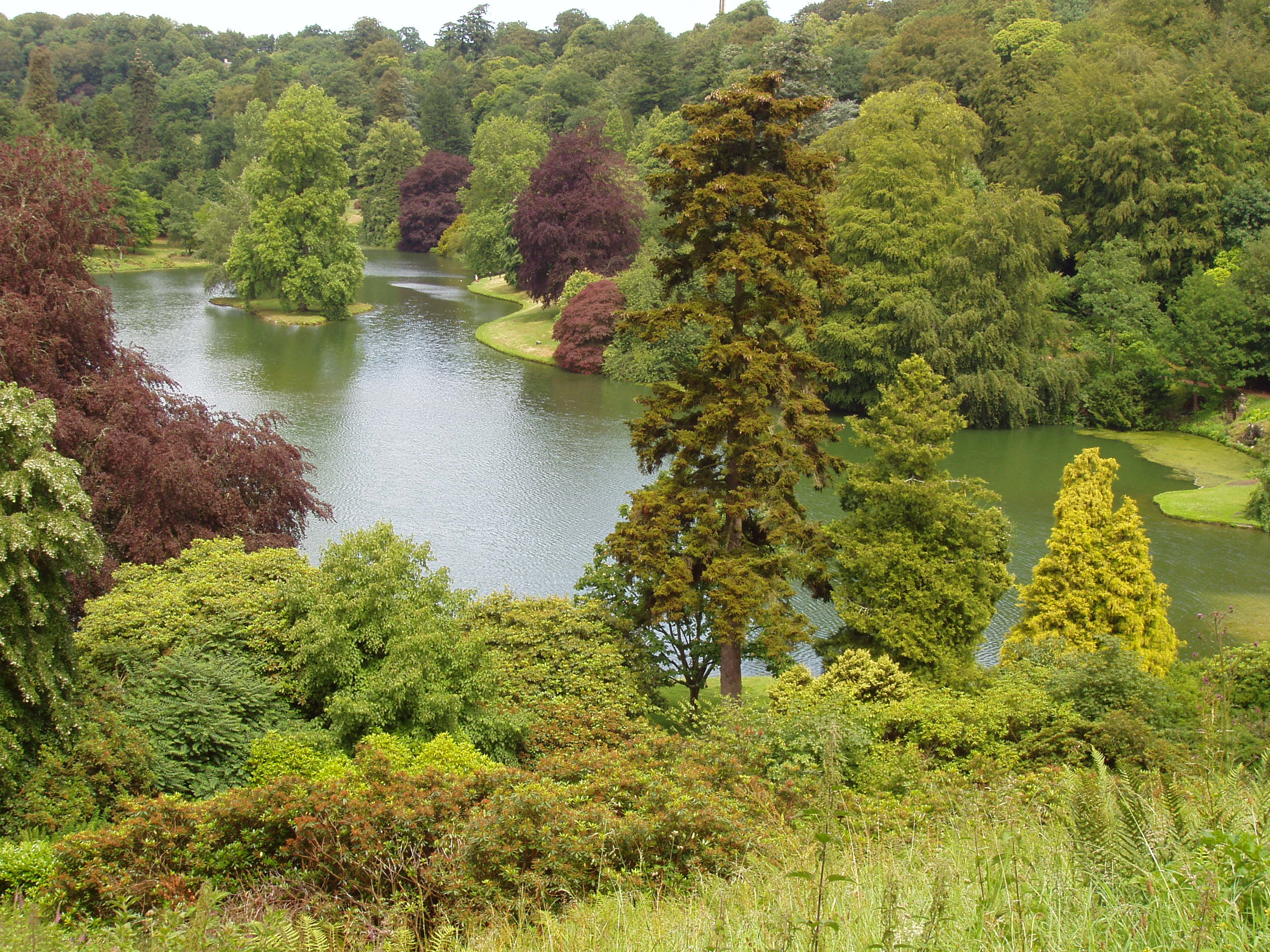
Stourhead Landschaftsgarten

Der National Trust for Places of Historic Interest or Natural Beauty (deutsch etwa: „Nationale Treuhandschaft für Orte von historischem Interesse oder von Naturschönheit“), meist verkürzt zu National Trust, ist eine gemeinnützige Organisation, die Objekte aus dem Bereich der Denkmalpflege und des Naturschutzes in England, Wales und Nordirland betreut. Schottland hat eine eigene Organisation für denselben Zweck, den National Trust for Scotland. Der National Trust ist mit 4,1 Millionen Mitgliedern die größte Organisation Europas für Kultur- und Naturschutz und eine der größten Organisationen in Großbritannien. Präsident ist König Charles III. Der Verwaltungssitz ist in Swindon in Südwestengland.

## Geschichte
Der National Trust wurde 1895 im Viktorianischen Zeitalter gegründet. Zu den Gründern gehörten Octavia Hill, Sir Robert Hunter und Canon Hardwick Rawnsley. Ziel war es, Gebäude oder Landschaften von historischem Interesse oder besonderer Schönheit zu bewahren. Die Grundidee war, dass nur der Privatbesitz von Gebäuden und Grundstücken diese vor einer späteren Zerstörung oder Verbauung durch den Staat oder Unternehmen bewahren kann.
In den Vereinsstatuten ist festgeschrieben, dass einmal erworbene Grundstücke oder Gebäude vom Trust nicht wieder verkauft werden dürfen.

## Gebäude, Gärten und anderes
Derzeit zählen rund 200 historische Gebäude und Gärten sowie 47 industrielle Bauwerke und Mühlen, 49 Kirchen und Kapellen, einige Pubs und 19 Schlösser zum Eigentum des Trusts.
Nach dem Zweiten Weltkrieg haben zahlreiche britische Adlige anstelle von hohen Erbschaftssteuern ihre Herrenhäuser dem Staat übergeben, der sie anschließend dem National Trust überließ. Das erste Haus, das der National Trust auf diese Weise erwarb, war 1947 Cotehele House von der Familie Edgcumbe. Zu den zahlreichen weiteren Häusern, die der National Trust anstelle von Erbschaftssteuern übernahm, zählen Penryhn Castle (1952), Castle Ward (1953), Nymans (1953), Petworth House (1954), Ickworth House (1956) und Saltram House (1957). Oft konnten die Besitzer jedoch ein Wohnrecht vereinbaren, das ihnen in einem Teil der Räumlichkeiten gewährt wurde.
Als größte Schenkung an den National Trust gilt die Überlassung von Kingston Lacy. Nach seinem Tod 1981 überließ der letzte Bewohner, Ralph Bankes, dem National Trust nicht nur das Herrenhaus samt seinen prächtigen Kunstschätzen, sondern auch seinen 64 km² umfassenden Grundbesitz.
Heute besitzt der National Trust mit etwa 2550 km² Grundbesitz 1,5 Prozent des Landes, darunter ein Viertel des Lake District, sowie über 1193 km Küstenlinie. Dies sind etwa zehn Prozent der gesamten Küste. Die meistbesuchte Sehenswürdigkeit ist Giant’s Causeway mit über 685229 Besuchern im Berichtsjahr 2019/2020. Auch Chartwell, 20 Forthlin Road und 251 Menlove Avenue sind als Wohnstätten berühmter Briten wie Winston Churchill, John Lennon und Paul McCartney über den National Trust zugänglich.
Soweit dies nicht durch Baumaßnahmen verhindert wird, öffnet der Trust seinen Besitz gegen eine Eintrittsgebühr für Besucher. Den Mitgliedern der Organisation stehen die zahlreichen Denkmäler und Parkanlagen kostenlos offen. Bei einer längeren Tour durch England, Wales und Schottland kann es deshalb sinnvoll sein, vorher dem National Trust beizutreten; es gibt auch Touristen-Pässe für sieben Tage. Im Jahr 2004 besuchten rund 50 Millionen Menschen die Einrichtungen des National Trust, durch den vier von fünf geschichtlich wertvollen Häusern für die Öffentlichkeit zugänglich sind.

## Finanzen
Der Etat des National Trust beträgt rund 470 Millionen Euro. Finanziert wird dieses Unterfangen vor allem über die Beiträge der Mitglieder, unbezahlte Arbeit der 61.000 Freiwilligen, Spenden, Erbschaften und Geschenke. Auch die Erträge der Andenkenläden, Restaurants und aus Vermietungen fließen in den Haushalt ein. In den Vereinigten Staaten wurde The Royal Oak Foundation gegründet, um so leichter Spenden sammeln zu können.

## Weitere Sammlungen
Der National Trust sammelt auch außergewöhnliche Dinge. So kann er 26 Samuraiwaffenausrüstungen, den Oscar von George Bernard Shaw, eine nationale Sammlung von Rasenmähern, 57 Fleischklopfer und ein Fotoalbum von der Größe eines Poststempels sein Eigen nennen.
Das bekannteste Denkmal, das fälschlicherweise dem National Trust zugeordnet wird, ist Stonehenge. National Trust besitzt zwar 850 ha Land, auf dem dieses prähistorische Gebilde steht, und durch eine Vereinbarung haben National-Trust-Mitglieder freien Eintritt in die Anlage, das eigentliche Bauwerk wird aber von English Heritage verwaltet und betreut.

## Weltweite Anstöße
Ähnliche Organisationen gibt es zum Beispiel in  Australien. In Deutschland gründete Gottfried Kiesow nach dem englischen Vorbild 1985 die Deutsche Stiftung Denkmalschutz.
In Nordrhein-Westfalen wurde 1986 vom Land die Nordrhein-Westfalen-Stiftung Naturschutz, Heimat- und Kulturpflege (NRW-Stiftung) gegründet, die gemeinnützige Vereine, Verbände und ehrenamtlich arbeitenden Gruppen, die sich in NRW für den Naturschutz und die Heimat- und Kulturpflege einsetzen, unterstützt.
In Frankreich entstand 1975 die Organisation Conservatoire du littoral, um Küstenabschnitte zu erhalten.
In Österreich gibt es seit 2000 die  Die Gemeinnützige Österreichische Baukultur-Privatstiftung.

## Herausragende und meistbesuchte Objekte

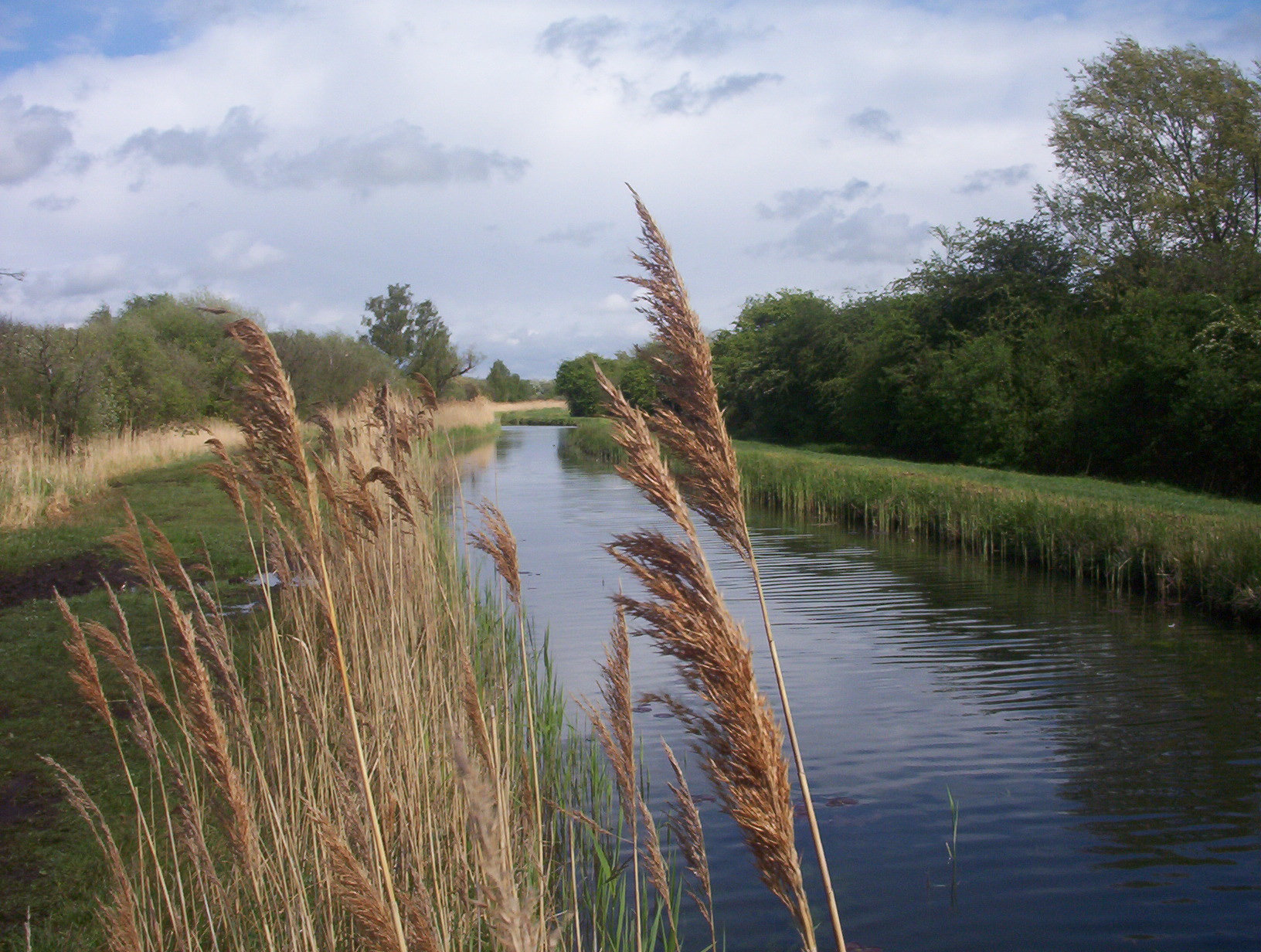
Wicken Fen, erworben 1899

| - Bodiam Castle - Castle Drogo - Corfe Castle - Chirk Castle - Sizergh Castle | - Giant’s Causeway - Cliveden - Stourhead - Attingham Park - Fountains Abbey | - Chartwell - Hardwick Hall - Penrhyn Castle - St Michael’s Mount - Polesden Lacey |